# Laetitia Ramolino
Maria Laetitia Ramolino (též Letizia, zvaná Madame Mère; 24. srpna 1750, Ajaccio – 2. února 1836, Řím) byla matka Napoleona Bonaparte.

## Život
Ramolinové byl rod, který 250 let sídlil na Korsice a pocházel z lombardského hraběcího rodu Collaltů. Otec Laetitie velel vojenské posádce v Ajacciu a později byl generálním inspektorem silnic a mostů Korsiky. Když zemřel, vdala se jeho žena za švýcarského důstojníka ve francouzských službách Franze Fesche. Ze svazku se narodivší Joseph Fesch, pozdější kardinál, svou nevlastní sestru celý život účinně podporoval.
Laetitia se vdala 2. června 1764 v Ajacciu za zchudlého korsického šlechtice a advokáta Carla Buonaparte, přítele vedoucí osobnosti boje za korsickou nezávislost Pascala Paoliho. Svého manžela Laetitie provázela během bojů roku 1769 těhotná a v náručí s malým synem Josefem a prodělala fyzickou i psychickou zátěž, zejména po ústupu po bitvě u Ponte Nuovo korsickými horami, což jistě přispělo k předčasnému porodu 15. srpna 1769 – narození Napoleona.

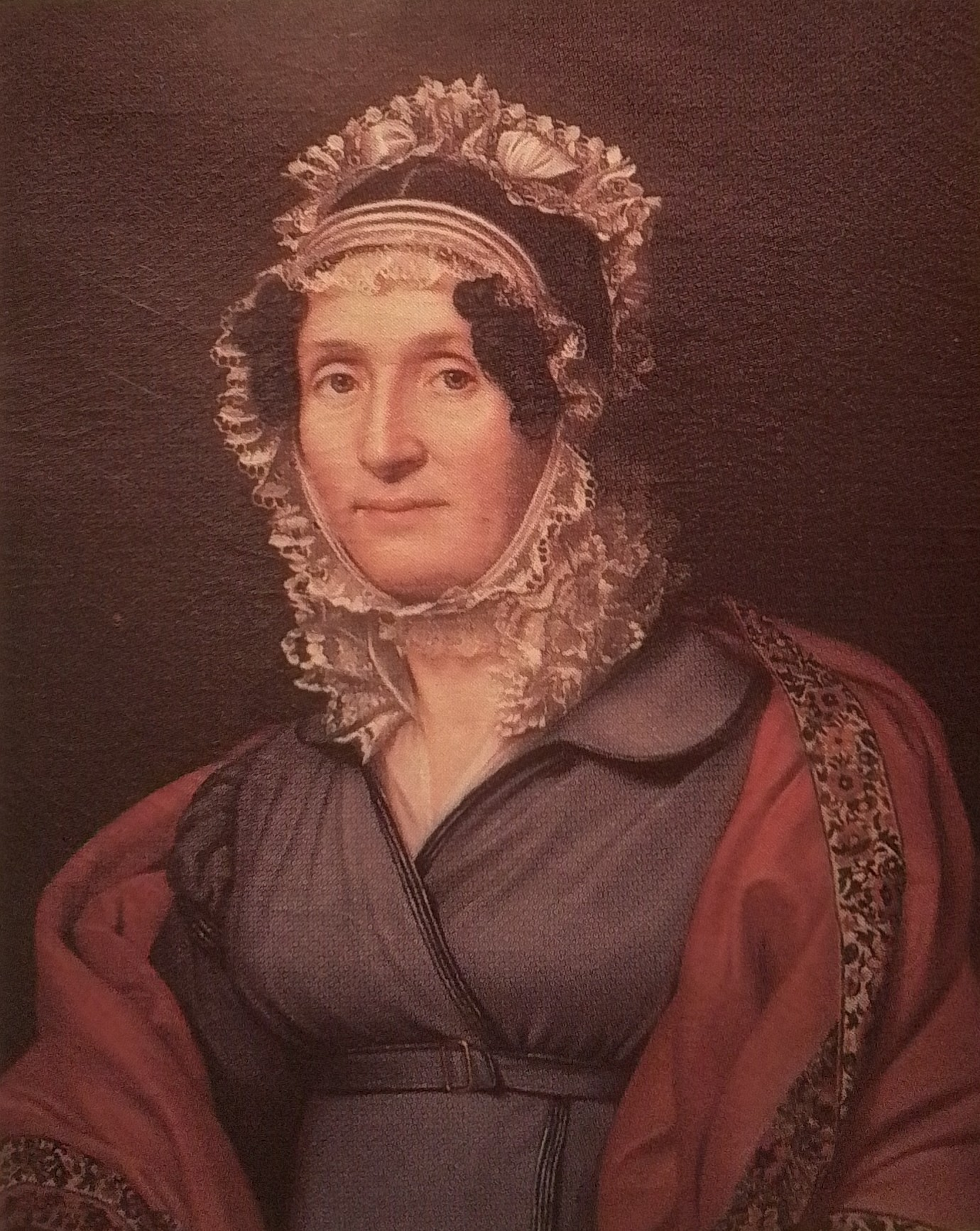
Portrét Madame Mère od
Josef Karl Stieler, 1811

Rodina zůstala na Korsice i po uzavření míru roku 1769 a díky uznání šlechtického titulu rodiny Francií a daňovým úlevám a dalším privilegiím mohla i ekonomicky prosperovat na slušné úrovni. Díky privilegiím mohli i synové Josef a Napoleon studovat ve Francii na prestižních školách. Roku 1785 zemřel Carlo Buonaparte na rakovinu žaludku ve francouzském Montpellier. Vdova odmítla četné nabídky k sňatku a tvrdou rukou vychovávala své děti sama. Výrazně podporována byla synem Napoleonem, který jako mladý důstojník francouzské armády posílal veškeré peníze matce a sám žil v nuzných poměrech, pro odlehčení matce převzal výchovu svého bratra Louise osobně. Laetizia byla zbožná, denně se účastnila bohoslužeb a přála si, aby se její syn Josef stal knězem. V důsledku politických událostí byla nucena náhle v noci emigrovat s bratrem Feschem a čtyřmi dětmi do Francie a žila v Marseille ve skromných poměrech až do společenského vzestupu svého syna.
Její požadavky zůstaly celý život pro Napoleona důležité, i když často docházelo k ostrým výměnám názorů mezi nimi. Chladná zůstala ke své snaše Josephině. Stranila se slavností, což vyústilo v její neúčast na korunovaci Napoleona a Josefiny. Založením byla velmi šetrná – v době nouze se šetrnost stala nutností – zůstala velmi spořivá celý život, což v pozdějších letech přešlo v lakotnost (i svým dětem půjčovala na vysoké úroky). Po pádu Napoleona odešla se svým nevlastním bratrem Josefem Feschem do Říma, kde žila skromným životem. V stáří trpěla částečnou ztrátou zraku. S hrdostí se dožila obnovení napoleonského kultu po Červencové revoluci a její zvolání „císař stojí opět uprostřed Paříže“, kterým komentovala znovupostavení Vendômského sloupu, se stalo pro bonapartisty morálním povzbuzením.

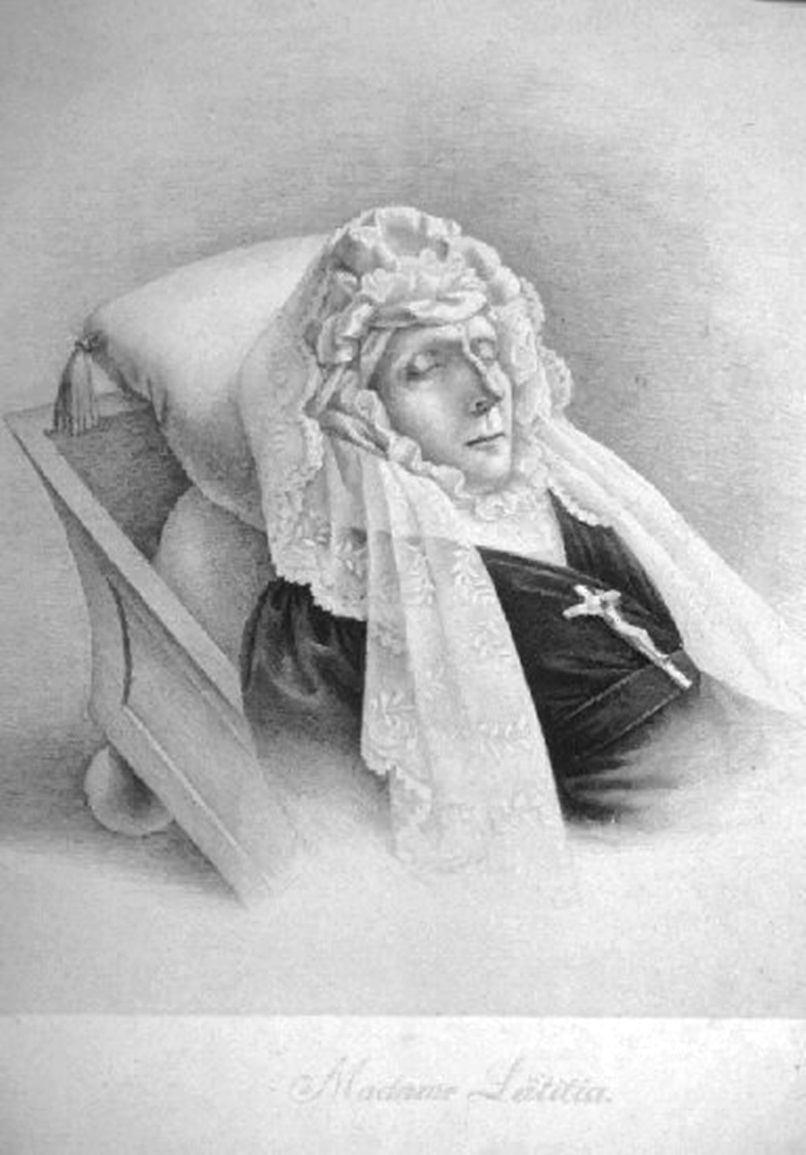
Letizia Ramolino na smrtelném loži; litografie podle kresby Josefa Tunnera 1836

## Děti
Porodila celkem třináctkrát, dospělosti se dožilo osm dětí. První dvě zemřely v kojeneckém věku na dětské infekce. Po Josefovi nejstarší byl Napoleon – první císař Francouzů, který své sourozence povýšil do různých funkcí evropských vládců.
- Josef Bonaparte (7. ledna 1768 – 28. července 1844), narozen jako Giuseppe Buonaparte, král neapolský (1806–1808) a španělský (1808–1813), ⚭ 1794 Julie Clary (26. prosince 1771 – 7. dubna 1845)
- Napoleon Bonaparte (15. srpna 1769 – 5. května 1821), narozen jako Nabulione/Napoleone Buonaparte, francouzský císař v letech 1804–1814 a poté sto dní na přelomu jara a léta roku 1815
⚭ 1796 Joséphine de Beauharnais (23. června 1763 – 29. května 1814), rozvod 1810
⚭ 1810 Marie Luisa Habsbursko-Lotrinská (12. prosince 1791 – 17. prosince 1847), rakouská arcivévodkyně
- Lucien Bonaparte (21. března 1775 – 29. června 1840), narozen jako Luciano Buonaparte, princ z Canina
⚭ 1794 Kristýna Boyerová (3. července 1771 – 14. května 1800)
⚭ 1803 Alexandrina de Bleschamp (23. února 1778 – 12. července 1855)
- Élisa Bonaparte (3. ledna 1777 – 7. srpna 1820), narozena jako Maria Anna Elisa Buonaparte, velkovévodkyně toskánská a kněžna z Luccy a Piombina, ⚭ 1797 Felix Baciocchi (18. května 1762 – 27. dubna 1841)
- Ludvík Bonaparte (2. září 1778 – 25. července 1846), narozen jako Luigi Buonaparte, holandský král v letech 1806–1810,
⚭ 1802 Hortense de Beauharnais (10. dubna 1783 – 5. října 1837)
- Pavlína Bonapartová (20. října 1780 – 9. června 1825), narozena jako Maria Paola Buonaparte, kněžna z Guastally, Sulmony a Rossana
⚭ 1797 Charles Leclerc d'Ostin (17. března 1772 – 2. prosince 1802)
⚭ 1803 Camillo Borghese, 6. kníže ze Sulomny (19. července 1775 – 9. května 1832)
- Caroline Bonaparte (25. března 1782 – 18. května 1839), narozena jako Maria Annunziata Carolina Buonaparte, velkovévodkyně klévská a z Bergu
⚭ 1800 Joachim Murat (25. března 1767 – 13. října 1815), francouzský maršál, kníže Murat, velkovévoda z Bergu a Kleve, neapolský král od roku 1808 až do své smrti
⚭ 1830 Francesco Macdonald (19. února 1777 – 28. srpna 1837)
- Jérôme Bonaparte (15. listopadu 1784 – 24. června 1860), narozen jako Girolamo Buonaparte, král vestfálský v letech 1807–1813
⚭ 1803 Elizabeth Patterson Bonaparte (6. února 1785 – 4. dubna 1879), sňatek roku 1805 anulován
⚭ 1807 Kateřina Württemberská (21. února 1783 – 29. listopadu 1835)
⚭ 1840 Justina Bartoliniová-Baldelliová (27. listopadu 1811 – 30. ledna 1903)